# Глазов, Владимир Дмитриевич
Влади́мир Дми́триевич Гла́зов (25 июля 1879, Торопец — ноябрь 1951, Москва) — русский и советский архитектор.

## Биография
В 1908 году окончил Московское училище живописи, ваяния и зодчества со званием классного художника архитектуры. С 1900 года работал временным помощником участковых архитекторов. В 1914 году был назначен старшим помощником городских архитекторов. В 1918 году В. Д. Глазов был назначен членом Технического совета Бюро Московского совета районных дум. Жил в Докучаевом переулке, 17. После октябрьской революции состоял в Техническом совете Строительного отдела Совета районных дум Москвы, заведовал III, XIV и XV районами города в Строительном отделе Моссовета, строил жилые, промышленные и общественные здания в Москве, Новосибирске и Сочи.

## Проекты
- Перестройка гостиницы «Балчуг» (1911, Улица Балчуг, 1);
- Особняк издателя музыкальной литературы Б. П. Юргенсона (1912, Колпачный переулок, 9);
- Доходный дом А. П. Снегирёвой (1912, Колпачный переулок, 11);
- Доходный дом (1913, Пушкарёв переулок, 18);
- Доходный дом (1914, Малый Козихинский переулок, 12);
- Храм мучеников Адриана и Наталии в Бабушкине (1914—1916, Ярославское шоссе, 95);
- Дом жилой кооператива «Московский почтовик» (1927, Крестовоздвиженский переулок, 4, стр. 2)[3];
- Школьное здание (1935, Малая Тульская улица, 15), ныне — Школа № 547[4].